# Jolanta Siwińska
Jolanta Siwińska (Kołobrzeg, Polonia, 2 de abril de 1991) es una futbolista internacional polaca que juega como centrocampista en el Turbine Potsdam.
Su primer equipo fue el Pogoń Szczecin. En 2013 empezó a jugar con la selección polaca, marchándose a la 2. Frauen-Bundesliga, donde jugó en el Blau-Weiss Hohen Neuendorf (2013/14) y el 1. FC Lübars (2014/15). En la temporada 2015/16 dio el salto a la Bundesliga con el Turbine Potsdam.